# Christina Applegate
Christina Applegate (Hollywood, 25 de novembre de 1971) és una actriu estatunidenca coneguda sobretot per aparèixer com Kelly Bundy en la comèdia de situació Married... with Children.

## Biografia
Té una carrera cinematogràfica i en la televisió en pel·lícules com Don't Tell Mom the Babysitter's Dead, The Big Hit, The Sweetest Thing, Anchorman, Farce of the Penguins i Alvin and the Chipmunks: The Squeakquel. També ha participat en produccions teatrals, com la nova versió del musical Sweet Charity. Recentment ha encarnat el paper de Samantha Newly en la comèdia de situació Samantha Who?
El seu pare, Robert W. Applegate, era productor i executiu d'una companyia discogràfica, i la seva mare, Nancy Priddy|Nancy Lee Priddy, era cantant i actriu. Els seus pares es varen separar poc després que ella nasqués.
Va debutar en televisió amb la seva mare en el serial Days of Our Lives i en un anunci per a biberons Playtex, als tres i cinc mesos, respectivament. Debutà en un telefilm sobre la vida de Grace Kelly, el 1983.
El 2009, va crear la fundació Right Action for Women, dedicada a combatre el càncer de pit que ella mateixa va patir i del qual se’n va sortir.

## Filmografia
Filmografia:
| Cinema    | Cinema                                              | Cinema                           | Cinema                                                |
| Any       | Pel·lícula                                          | Paper                            | Notes                                                 |
| --------- | --------------------------------------------------- | -------------------------------- | ----------------------------------------------------- |
| 1979      | Jaws of Satan                                       | Kim Perry                        | Debut                                                 |
| 1981      | Beatlemania                                         | Fan                              | Paper menor                                           |
| 1983      | Grace Kelly                                         | Jove Grace Kelly                 | Telefilm                                              |
| 1988      | Dance 'til Dawn                                     | Patrice Johnson                  | Telefilm; Protagonista                                |
| 1990      | Streets                                             | Dawn                             | Principal                                             |
| 1991      | Don't Tell Mom the Babysitter's Dead                | Sue Ellen Crandell               | Principal                                             |
| 1995      | Vibrations                                          | Anamika                          | Principal                                             |
| 1995      | La llegenda de Wild Bill (Wild Bill)                | Lurline Newcomb                  | De suport                                             |
| 1995      | Across the Moon                                     | Kathy                            | Principal                                             |
| 1996      | Mars Attacks!                                       | Sharona                          | Paper menor                                           |
| 1997      | Nowhere                                             | Dingbat                          | De suport                                             |
| 1998      | Màfia: Estafa com puguis (Mafia!)                   | Diane Steen                      | Protagonista                                          |
| 1998      | The Big Hit                                         | Pam Schulman                     | Principal                                             |
| 1998      | Claudine's Return                                   | Claudine Van Doozen              | Principal                                             |
| 1999      | Out in Fifty                                        | Lilah                            | De suport                                             |
| 2000      | The Brutal Truth                                    | Emily                            | Principal                                             |
| 2001      | Sol Goode                                           | Desconegut                       | no surt als crèdits                                   |
| 2001      | Prince Charming                                     | Kate                             | Telefilm; Principal                                   |
| 2001      | Dos penjats a Chicago (Just Visiting)               | Princessa Rosaline/Julia Malfete | Principal                                             |
| 2002      | The Sweetest Thing                                  | Courtney Rockcliffe              | Protagonista                                          |
| 2002      | Heroes                                              | Esposa                           | Paper menor                                           |
| 2003      | Grand Theft Parsons                                 | Barbara                          | Protagonista                                          |
| 2003      | Wonderland                                          | Susan Launius                    | Paper menor                                           |
| 2003      | View from the Top                                   | Christine Montgomery             | Protagonista                                          |
| 2004      | Surviving Christmas                                 | Alicia Valco                     | Protagonista                                          |
| 2004      | El reporter (Anchorman: The Legend of Ron Burgundy) | Veronica Corningstone            | Protagonista                                          |
| 2004      | Employee of the Month                               | Sara Goodwin                     | Protagonista                                          |
| 2005      | Tilt-A-Whirl                                        | Clienta #1                       | De suport                                             |
| 2005      | Suzanne's Diary for Nicholas                        | Dr. Suzanne Bedford              | Made-for-TV Movie; Principal                          |
| 2007      | Farce of the Penguins                               | Melissa (veu)                    | Protagonista                                          |
| 2008      | The Rocker                                          | Kim Powell                       | De suport                                             |
| 2009      | Alvin i els esquirols 2                             | Brittany (veu)                   |                                                       |
| 2010      | Salvant les distàncies                              | Corinne                          |                                                       |
| 2010      | Com gats i gossos: la venjança de la Kitty Galore   | Catherine (veu)                  |                                                       |
| 2011      | Hall Pass                                           | Maggie                           |                                                       |
| 2011      | Alvin i els esquirols 3                             | Brittany (veu)                   |                                                       |
| 2013      | Anchorman 2: The Legend Continues                   | Veronica Corningstone-Burgundy   |                                                       |
| 2014      | The Book of Life                                    | Mary Beth                        | Veu                                                   |
| 2015      | Vacation                                            | Debbie Fletcher Griswold         |                                                       |
| 2015      | Alvin and the Chipmunks: The Road Chip              | Brittany Miller                  | Veu                                                   |
| 2016      | Youth in Oregon                                     | Kate Gleason                     |                                                       |
| 2016      | Bad Moms                                            | Gwendolyn James                  |                                                       |
| 2017      | Crash Pad                                           | Morgan                           |                                                       |
| 2017      | A Bad Moms Christmas                                | Gwendolyn James                  | Cameo                                                 |
| Televisió |                                                     |                                  |                                                       |
| Any       | Títol                                               | Paper                            | Notes                                                 |
| 1972      | Days of Our Lives                                   | Baby                             | 3 meses de edad                                       |
| 1981      | Father Murphy                                       | Ada                              | Episodio: "A Horse from Heaven"                       |
| 1983      | Grace Kelly                                         | Jove Grace Kelly                 | TV-Movie                                              |
| 1984–1985 | Charles in Cargue                                   | Stacy                            | Dos episodios                                         |
| 1986      | Silver Spoons                                       | Jeannie Bolens                   | Episodio: "A Family Affair"                           |
| 1986      | All Is Forgiven                                     | Simone                           | Episodio: "Mother's Day"                              |
| 1986      | Still the Beaver                                    | Mandy/Wendy                      | Dos episodios                                         |
| 1986      | Cuentos asombrosos (Amazing Stories)                | Holly                            | Episodio: "Welcome to My Nightmare"                   |
| 1986–1987 | Heart of the City                                   | Robin Kennedy                    | 13 episodios                                          |
| 1987      | Enredos de familia (Family Ties)                    | Kitten                           | Episodio: "Band On The Run"                           |
| 1987–1997 | Matrimonio con hijos (Married...with Children)      | Kelly Bundy                      | 257 episodios                                         |
| 1988      | Dance 'til Dawn                                     | Patrice Johnson                  | TV-Movie                                              |
| 1988      | Jóvenes policías (21 Jump Street)                   | Tina                             | Episodi: "I'm OK – You Need Work"                     |
| 1990      | The Earth Day Special                               | Kelly Bundy                      | Especial de Televisió                                 |
| 1991      | Top of the Heap                                     | Kelly Bundy                      | Dos episodis                                          |
| 1993      | Saturday Night Life                                 | Ella mateixa (invitada)          | Episodi: "Christina Applegate/Midnight Oil"           |
| 1998–2000 | Jesse                                               | Jesse Warner                     | 42 episodios; co-productora                           |
| 2001      | Prince Charming                                     | Kate                             | TV-Movie                                              |
| 2002–2003 | Friends                                             | Amy Green                        | Dos episodios                                         |
| 2004      | King of the Hill                                    | Colette/Abogada (veus)           | Episodio: "My Hair Lady"                              |
| 2004      | Father of the Pride                                 | Candy (voz)                      | Episodi: "One Man's Meat Is Another Man's Girlfriend" |
| 2005      | Suzanne's Diary for Nicholas                        | Dr. Suzanne Bedford              | TV-Movie                                              |
| 2007–2009 | Samantha ¿qué? (Samantha Who?)                      | Samantha "Sam" Newly             | 35 episodios; productora                              |
| 2008      | Reno 911!                                           | Seemji                           | Episodio: "Did Garcia Steal Dangle's Husband?"        |
| 2009      | Star-ving                                           | Ella mateixa                     | Episodi: "Married with Children"..The Movie"          |
| 2011–2012 | Up All Night                                        | Reagan Brinkley                  | 35 episodis; productora                               |
| 2012      | Saturday Night Live                                 | Ella mateixa                     | Episodi: "Christina Applegate/Passion Pit"            |
| 2015      | Web Therapy                                         | Jenny Bologna                    | Dos episodis                                          |
| 2015      | The Muppets                                         | Ella mateixa                     | Episodi: "Bear Left Then Bear Write"                  |
| 2015      | The Grinder                                         | Gail Budnick                     | Episodi: "A Bittersweet Grind (Une Mouture Amer)"     |
| 2018      | Ask the StoryBots                                   | Baker                            | Episodi: "Why Can't I Eat Dessert All the Time?"      |
| 2019      | Dead to Me                                          | Jen                              | Netflix Original Series                               |

## Premis i nominacions

### Premis
- 25th People's Choice Awards (1999) Favorite Female Performer in a New Television Series - Jesse[6]
- Emmy Award 2003 Outstanding Guest Actress in a Comedy Series - Friends
- 35th People's Choice Awards (2009) Actriu de televisió favorita

### Nominacions
- MTV Movie Awards 1992 Most Desirable Female - Don't Tell Mom the Babysitter's Dead
- Golden Globes 1999 Best Actress in a Television Series - Comedy or Musical - Jesse
- Emmy Award 2004 Outstanding Guest Actress in a Comedy Series - Friends
- Tony Awards 2005 Best Leading Actress In A Musical - Sweet Charity
- Golden Globes 2008 Best Actress in a Television Series - Comedy or Musical - Samantha Who?
- Screen Actors Guild Awards 2008 Best Actress in a TV Comedy Series - Samantha Who?
- Teen Choice Awards 2008 Choice TV Actress: Comedy - Samantha Who?
- Television Critics Association Awards 2008 Individual Achievement in Comedy - Samantha Who?
- Prism Awards 2008 Performance in a Comedy Series - Samantha Who?
- Satellite Award 2008 Best Actress in a Series, Comedy or Musical - Samantha Who?
- Emmy Award 2008 Outstanding Lead Actress in a Comedy Series - Samantha Who?
- Golden Globes 2009 Best Actress in a Television Series - Comedy or Musical - Samantha Who?
- TV Land Award 2009 Innovator Award - Married... with Children
- Emmy Award 2009 Outstanding Lead Actress in a Comedy Series - Samantha Who?
- Screen Actors Guild Awards 2010 Best Actress in a TV Comedy Series - Samantha Who?.